# Parcimônia
Parcimônia (português brasileiro) ou parcimónia (português europeu) é um conceito epistemológico que rege a relação de valor entre hipóteses ou cursos de ação. O significado literal da palavra é "menos é melhor". Trata-se de um princípio geral que tem aplicações amplas na ciência, filosofia e em todos os campos relacionados a elas.

## Exemplos de utilização

### Ciência

#### Biologia
A sistemática biológica moderna estabelece que ao construir e selecionar árvores filogenéticas, ou seja, os clados, deve-se tomar, geralmente, a parcimônia como base: É correto, normalmente, no que tange ao relacionamento mais simples entre dois indivíduos, aquele que apresenta o menor número de passos intermediários ou mudanças evolucionárias.